# 보츠와나의 재외공관 목록

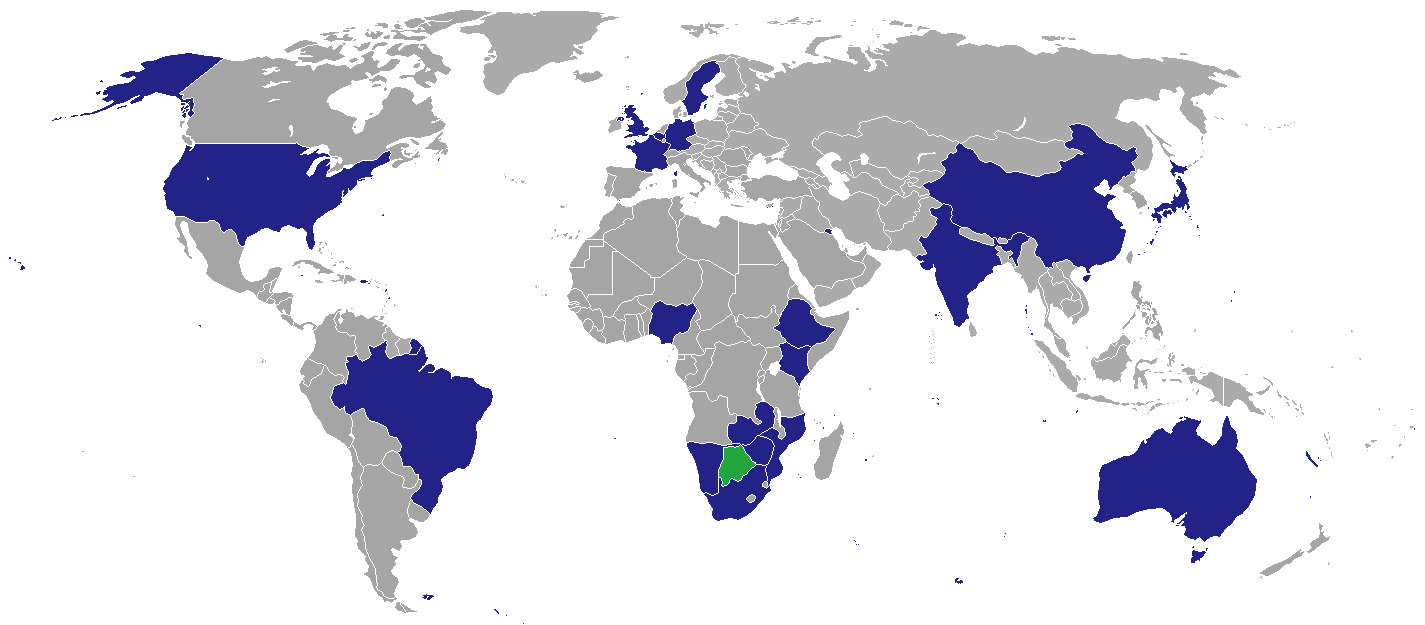
보츠와나의 재외공관

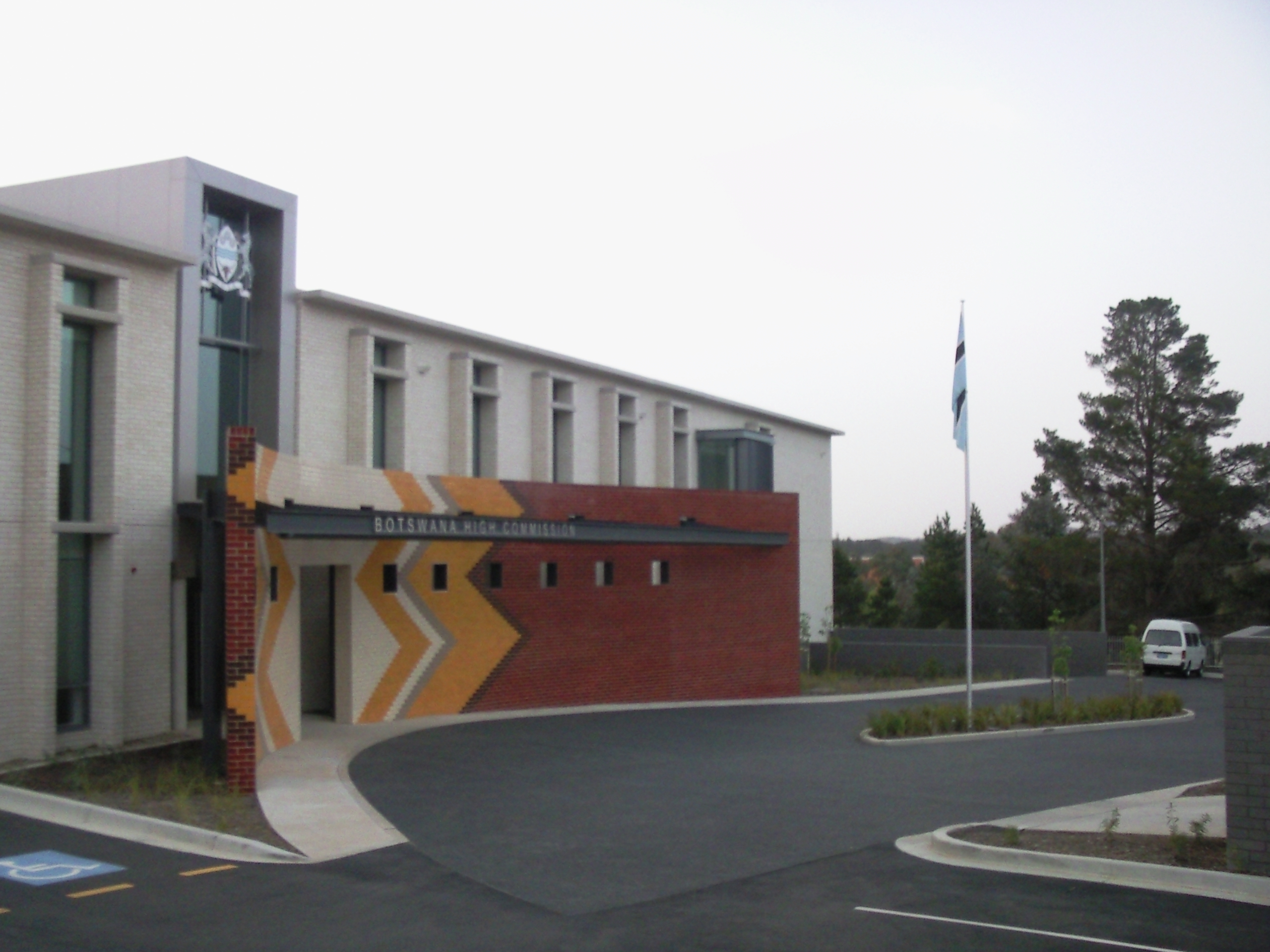
캔버라 주재 보츠와나 고등판무관 사무소

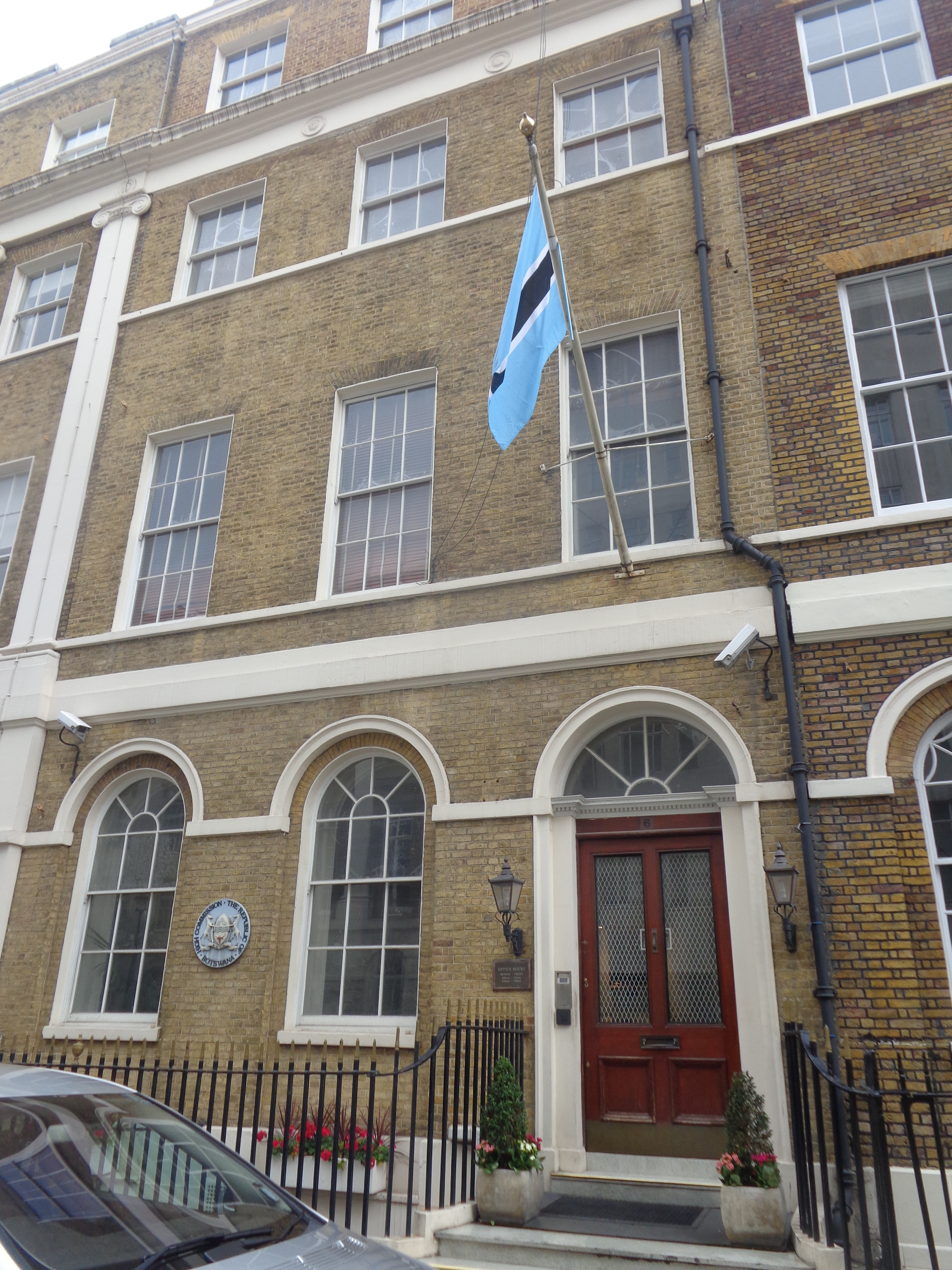
런던 주재 보츠와나 고등판무관 사무소

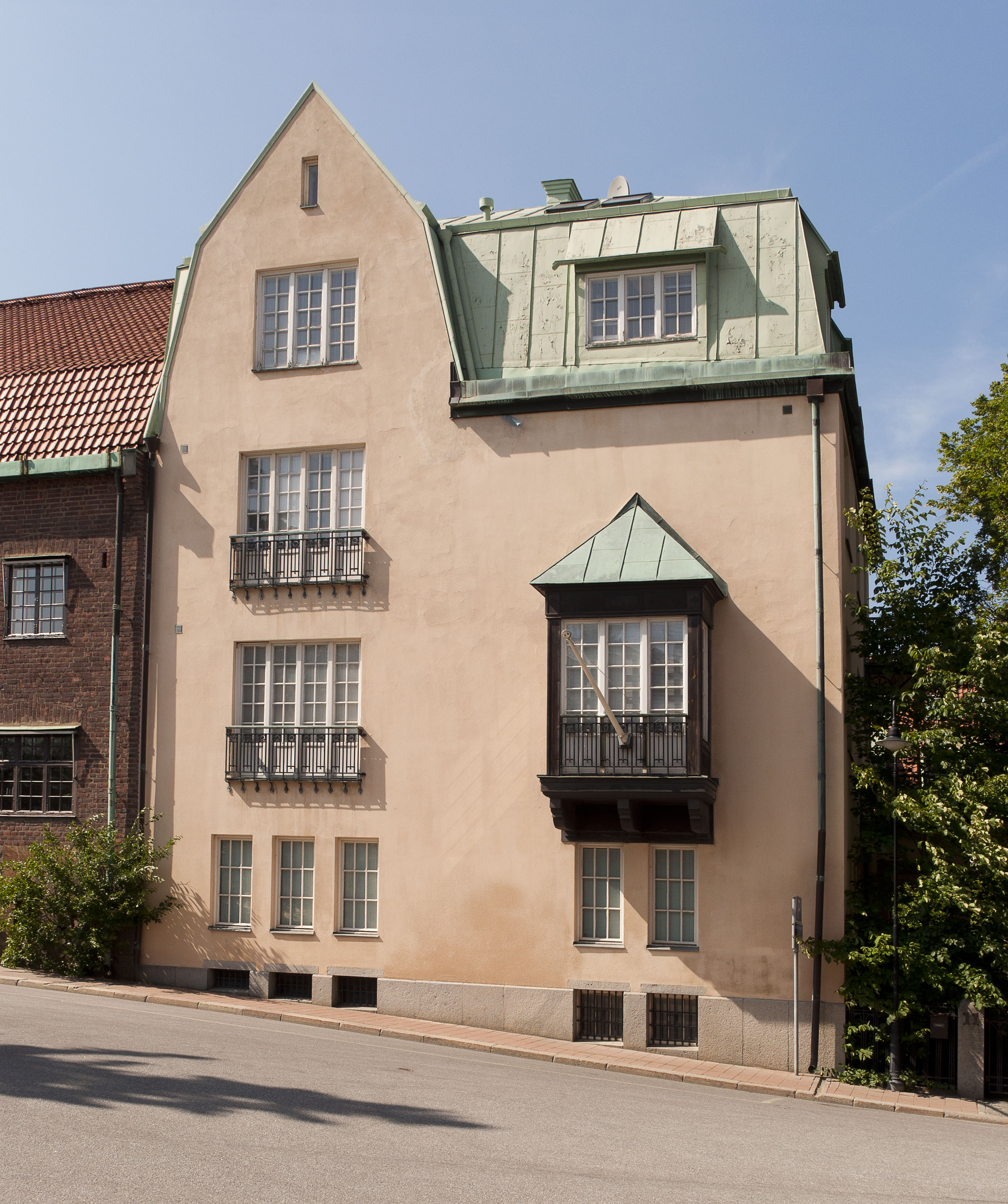
스톡홀름 주재 보츠와나 대사관

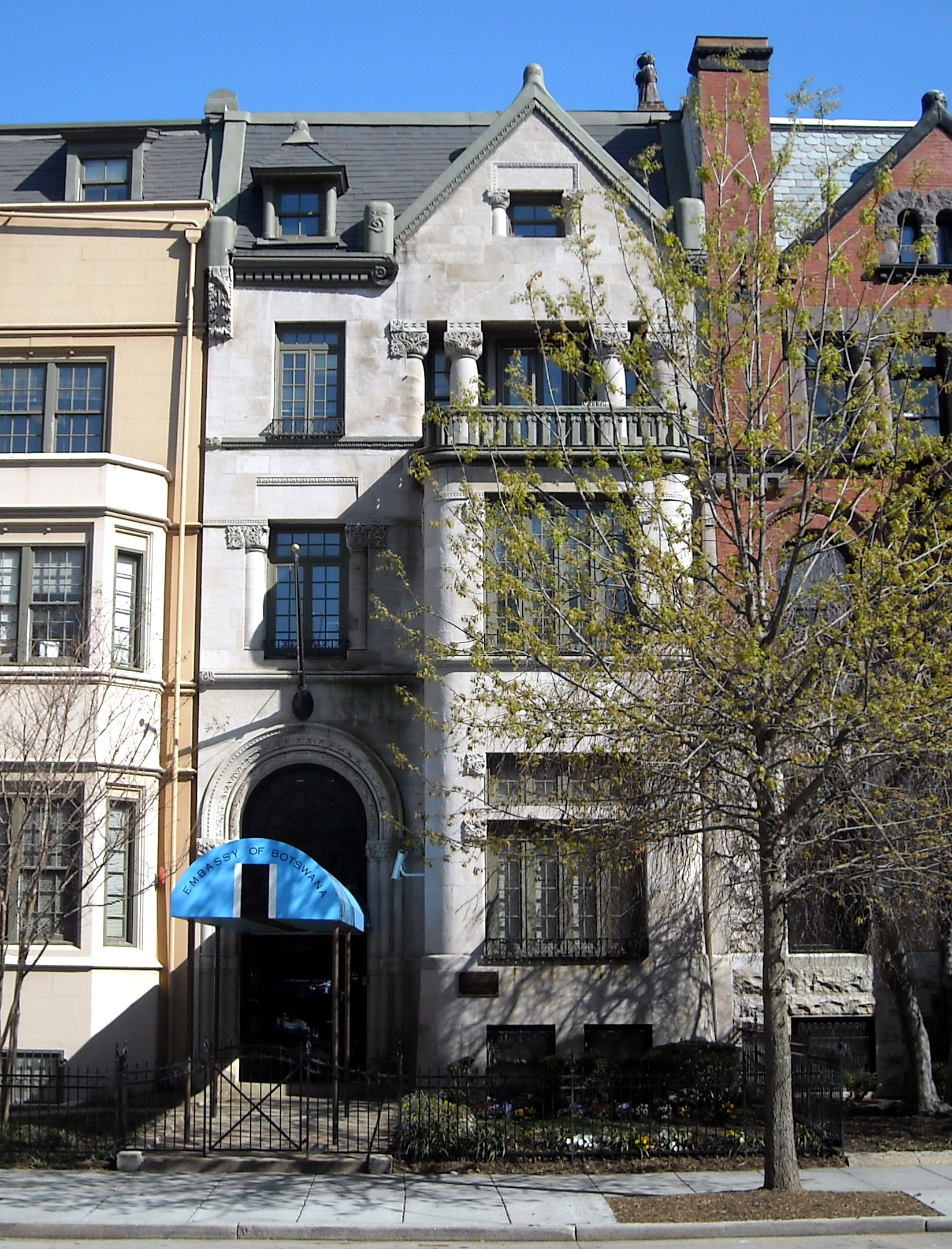
워싱턴 D.C. 주재 보츠와나 대사관

보츠와나의 재외공관 목록은 보츠와나 주재 대사관과 고등판무관 사무소를 각국에 상주시켜 놓는 것을 의미하며 보츠와나의 재외공관을 나열한 목록이다.

## 아프리카
- 에티오피아 : 아디스아바바 (대사관)
- 케냐 : 나이로비 (고등판무관 사무소)
- 모잠비크 : 마푸투 (고등판무관 사무소)
- 나미비아 : 빈트후크 (고등판무관 사무소)
- 나이지리아 : 아부자 (고등판무관 사무소)
- 남아프리카 공화국 : 프리토리아 (고등판무관 사무소), 케이프타운 (총영사관), 요하네스버그 (총영사관)
- 잠비아 : 루사카 (고등판무관 사무소)
- 짐바브웨 : 하라레 (대사관)

## 아메리카
- 브라질 : 브라질리아 (대사관)
- 미국 : 워싱턴 D.C. (대사관)

## 아시아
- 중화인민공화국 : 베이징시 (대사관)
- 인도 : 뉴델리 (고등판무관 사무소)
- 일본 : 도쿄도 (대사관)
- 쿠웨이트 : 쿠웨이트시티 (대사관)

## 유럽
- 벨기에 : 브뤼셀 (대사관)
- 스웨덴 : 스톡홀름 (대사관)
- 영국 : 런던 (고등판무관 사무소)

## 오세아니아
- 오스트레일리아 : 캔버라 (고등판무관 사무소)

## 대표부
- EU 보츠와나 정부 대표부 : 브뤼셀
- UN 보츠와나 정부 대표부 : 뉴욕, 제네바